# منتخب زامبيا تحت 20 سنة لكرة القدم
منتخب زامبيا تحت 20 سنة لكرة القدم (بالإنجليزية: Zambia national under-20 football team) هو ممثل زامبيا الرسمي في المنافسات الدولية في كرة القدم في فئة كرة قدم تحت 20 سنة للرجال، يديريه اتحاد زامبيا لكرة القدم.